# Alexhelios
Alexhelios, pełna nazwa (216) Kleopatra I (Alexhelios) – zewnętrzny oraz większy z dwóch księżyców planetoidy z pasa głównego (216) Kleopatra. Jego średnica wynosi około 8,9 km, co odpowiada w przybliżeniu 1/24 średnicy równikowej Kleopatry.

## Odkrycie i nadanie nazwy
Alexhelios został odkryty 19 września 2008 roku. Jego odkrywcami byli Franck Marchis, Pascal Descamps, Jérôme Berthier oraz J.P. Emery z Obserwatorium Kecka na Mauna Kea na Hawajach. Jest to składnik potrójnego systemu, do którego zalicza się także odkryty tego samego dnia drugi księżyc Cleoselene. O odkryciu poinformowano 24 września 2008, a księżyc ten otrzymał prowizoryczne oznaczenie S/2008 (216) 1.
Układ Kleopatry był czwartym wielokrotnym systemem odkrytym wśród planetoid po układach (87) Sylvii, (45) Eugenii i (3749) Balam.
18 lutego 2011 roku obydwóm księżycom nadano nazwy oficjalne od dwojga dzieci Kleopatry i Marka Antoniusza – Kleopatry Selene II i Aleksandra Heliosa. W mitologii greckiej Selene reprezentuje Księżyc, a Helios Słońce.

## Charakterystyka orbity
Alexhelios okrąża Kleopatrę po orbicie eliptycznej, poruszając się ruchem wstecznym w średniej odległości 678 km od jej środka (ok. 6,2 promieni równikowych Kleopatry). Mimośród orbity nie jest obecnie znany (kwiecień 2012), nachylenie zaś wynosi ok. 51º. Alexhelios obiega Kleopatrę w ciągu 2 dni i 7,7 godziny.

## Właściwości fizyczne
Na podstawie obliczeń (216) Kleopatra zawdzięcza swój niezwykły, podłużny kształt szybkiej rotacji i uderzeniu w nią innej planetoidy. W wyniku zderzenia rotacja znacząco przyśpieszyła i od macierzystej asteroidy oddzielił się Alexhelios. Natomiast oddzielenie się Cleoselene miało nastąpić znacznie później, przypuszczalnie 10 milionów lat temu.